# Tony Carter (cầu thủ bóng đá)
Anthony John Herbert Carter (17 tháng 12 năm 1881 – 1970) là một cầu thủ bóng đá người Anh thi đấu ở vị trí hậu vệ.

## Sự nghiệp
Carter thi đấu cho Sunderland, Bradford City và Carlisle United. Với Bradford City, ông có 30 lần ra sân ở Football League; ông cũng có 9 lần góp mặt ở Cúp FA.